# 熱烈発信!福岡NOW
『熱烈発信!福岡NOW』（ねつれつはっしん ふくおかナウ）は、2011年4月4日から2015年3月27日までNHK福岡放送局が総合テレビで放送していた福岡・筑後地方向けのローカルニュース番組である。

## 開始経緯
NHK福岡は、山下信が2度目の福岡勤務長期化により離れた2008年春、松尾剛をその後継者に迎え『ニュースなっとく福岡』の放送を開始、3年にわたって放送してきた。松尾は開局80年特番で山下から直々に“後継者”指名含みの言葉を受けている。野村は前日まで『ニュース7』を担当した上で福岡入りすることとなった。
当初は3月28日に開始する予定であったが、3月11日に東日本大震災が発生し、初回は直前に発表された緊急地震速報を伝えた上でのスタートとなった。また震災の影響により大々的な番組宣伝を打つことができず、放送で新番組が発表されたのは松尾が離任前最終出演した3月25日の代替夕方ニュースにおいてであった。5月23日より本来の時間に戻った。
番組のテーマ曲は千住明が作曲。
2015年3月27日の放送を以って終了。後継は7年ぶりにアナウンサーコンビによる進行となる『ロクいち福岡』。

## 放送時間
いずれも日本標準時。北九州・筑豊地方では同じ時間帯に北九州放送局の『こんばんは北九州』（2012年度まで）→『ニュースブリッジ北九州』（2013年度から）が放送されていた。
- 月曜 - 金曜 18:30 - 18:58.55（2011年4月4日 - 2011年5月20日）
- 月曜 - 金曜 18:10 - 18:58.55（2011年5月23日 - 2013年3月29日） - 18:10から放送されていた『震災に負けない ゆうどきネットワーク』の放送時間変更に伴い、放送枠が20分拡大。
- 月曜 - 金曜 18:20 - 18:58.55（2013年4月1日 - 2015年3月27日） - 九州・沖縄ブロックを結ぶ中継コーナーと九州地区の天気予報が18:10からの別番組『九州・沖縄 NHKニュース&気象情報』になったのに伴い、放送枠が10分縮小。

## 出演者
番組開始時からの出演メンバーは、野村以外は全員『ニュースなっとく福岡』からの続投。また野村休暇時は、西東大、柴崎行雄、 上岡亮、新井秀和、有田雅明、塩田慎二、らが担当。
| 期間      | 期間      | キャスター | キャスター | コーナー担当 | コーナー担当  | コーナー担当        | コーナー担当 | コーナー担当 |
| 期間      | 期間      | 男性       | 女性       | 街角情報     | 熱烈!スポーツ | えりなび → よかなび | 大相撲情報   | 気象予報士   |
| --------- | --------- | ---------- | ---------- | ------------ | ------------- | ------------------- | ------------ | ------------ |
| 2011.4.4  | 2011.8.26 | 野村正育   | 秋山千鶴   | 松永友美     | 髙橋香央里    | 松尾衣里子          | 佐藤洋之     | 吉竹顕彰     |
| 2011.8.29 | 2012.3.30 | 野村正育   | 秋山千鶴   | 豊田瑠衣     | 髙橋香央里    | 松尾衣里子          | 佐藤洋之     | 吉竹顕彰     |
| 2012.4.2  | 2013.3.29 | 野村正育   | 佐々木理恵 | 豊田瑠衣     | 髙橋香央里    | 松尾衣里子          | 佐藤洋之     | 吉竹顕彰     |
| 2013.04.1 | 2014.3.28 | 野村正育   | 佐々木理恵 | 福居万里子   | 髙橋香央里    | 松尾衣里子          | 佐藤洋之     | 吉竹顕彰     |
| 2014.3.31 | 2014.7.25 | 野村正育   | 佐々木理恵 | 福居万里子   | 髙橋香央里    | 古澤のぞみ          | 佐藤洋之     | 吉竹顕彰     |
| 2014.7.28 | 2015.3.27 | 野村正育   | 佐々木理恵 | 福居万里子   | 髙橋香央里    | 古澤のぞみ          | 白崎義彦     | 吉竹顕彰     |

## コーナー
※は『ニュースなっとく福岡』からの引き継ぎコーナー。
街角情報フロム福岡 ※
福岡県内の身近な生活情報を中心に取り上げるコーナー。2011年度は月曜の放送だったが、2012年度は火曜に移動。
わたしの撮っておき! ※
視聴者からの投稿ビデオを紹介するコーナー。『こんばんは‐』の「てれびポスト」に相当する長寿企画。アシスタントはリポーター3人が交替で務める。2011年度は火曜の放送だったが、2012年度は木曜に移動。
熱烈アジア（水曜）
『なっとく』の「となりのアジア」を改題。引き続きアジア各局とのニュース素材交換で得られたアジア地域の話題を取り上げる。
熱烈!スポーツ
『なっとく』の「なっとくスポーツ」を改題。この番組から原則週1回とした。福岡ソフトバンクホークス、アビスパ福岡など県内のスポーツに関する話題を集中的に伝える。2011年度は木曜の放送だったが、2012年度は月曜に移動。
週末情報「えりなび」→「よかなび」
“小旅行”企画。内容によっては『西日本の旅』『ゆうどきネットワーク』で取り上げられることがある。
大相撲○●場所
九州場所統括担当のアナウンサーが相撲開催地から動画中継でその日の郷土出身関取の情報を伝える。福岡国際センター以外の会場からは簡易動画中継。時間はブロック気象情報の前で、2012年度は「ネットワーク九州沖縄」に続けて放送される予定であったが、現時点では福岡県内の気象情報が終わってすぐに放送されている（18:55～）（年度初回（※夏場所）（5月7日より放送）※名古屋場所以降は、「ネットワーク九州沖縄」に続けて放送されている。
吉竹さんのお天気NOW
日本気象協会の吉竹顕彰による放送エリア向けの気象情報。吉竹が気象庁発表の予報に補足と独自の見解を加えて伝えていた。おおむね18:30前後に行っていた。なお、ブロック気象情報は2011年度には18:52から、2012年度には18:50からそれぞれ2分間放送されていた（熊本局の『クマロク!』、鹿児島局の『情報WAVEかごしま』、沖縄局の『NEWSおきなわ610』が独自に放送していたものとは別内容）。

### ネットワーク九州沖縄
2011年度は、福岡局管内だけでその日の九州・沖縄のニュースを短く纏める程度の扱いだったが、2012年度にこれを拡充。福岡から九州沖縄に向けて一括して発信する仕組みに改めた。また、ブロック中継もこの枠に統合した。
しかし、一部の県では放送されていなかった。特に熊本県の『クマロク!』では、中継枠が録画リポートになった際は完全に独自編成で放送されていた。なお、北九州局では引き続き県域レベルで、必要に応じてこれとは別にコーナー単位でこの番組が放送される（大相撲情報、国県政レベルの選挙告示など）。
- 放送枠は18:33 - 18:45
  - 最初の7分間はその日の各局における重要ニュース。特に大きな4項目を野村がある程度詳しく伝え、残る5項目は佐々木が伝えるが一部カットされることもある。その後中継合流のための調整映像（風景など）。
  - 後半の5分間は2011年度18:33から行われていたブロック中継。この枠のみ原則として全9局放送となるが、一部局は中継本編終了の時点で離脱する。
- 2013年4月からは、上述の通り「九州沖縄のニュース・気象情報」に分離された。2012年度までと異なり、野村と気象情報担当の吉竹が担当する。